# DozoR

Логотип игры

DozoR (Дозор, иногда именуется «Ночной Дозор») — появившаяся в 2005 году российская командная игра в формате ночных поисковых игр, включающая в себя соревнование по городскому ориентированию, актёрские и ролевые уровни, экстремальные и логические задания. В основе лежит американский пазлхант и его вариации (Форт Боярд, Fear Factor, и др.)
По информации с официального сайта на 2020 год, в DozoR играет 133 города России, Молдавии, Казахстана, Украины, Литвы и Узбекистана.
Вместе с тем, по заявлениям организатора проекта Алеся Жука, в 2018 году реальное количество играющих городов составляет 40 — 50.
Согласно правилам проекта, одна игра состоит из 10 основных заданий, в каждом из которых зашифровано местоположение локации (заброса), где находятся коды или человек в городе. Задача — пройти последовательно все 10 уровней раньше других команд, выполнить все дополнительные задания (штабные, сквозные, бонусные, клад). При этом, в отличие от похожего проекта «Схватка», в классической версии «Дозора» команды оказываются на одних и тех же уровнях в разное время, а в отличие от «Энкаунтера», количество основных уровней постоянно. Игры проводятся в ночь с субботы на воскресенье (в больших городах облегчённая версия игры проводится в ночь с пятницы на субботу), один раз в две недели. Шесть игр объединяются в сезон, по итогам каждой игры и сезона в целом определяются соответственно победитель игры и победитель сезона.

## История проекта
В России городские интерактивные игры появились в 2005 году — практически одновременно в Москве прошли «Схватка» и «Энкаунтер», а в Петербурге — «Дозор».Журнал «Деньги» № 34 (640), 3 сентября 2007 г
Организатор проекта пишет:
Познакомился я с идеей игры ещё в 2003 году, когда увидел в Интернете проект «Охота». Который, как оказалось позже, открывался также по образу и подобию Зиги. На тот момент я просто восхитился идеей и благополучно её забыл. Через год я наткнулся на «Схватку» и написал руководству проекта с предложением организовать игру в Праге, где я в то время учился. Предложенные условия меня абсолютно не устроили, так как за неимоверную сумму, которую я должен был выплатить сразу, мне представлялся лишь сайт и программное обеспечение по проведению игры. Ни поддержки в открытии города, ни объяснений как и что нужно будет делать, ни консультаций по возникающим ситуациям в будущем мне не обещали. Вот в тот момент и было сформировано мое первое мнение об этом проекте. На тот момент на Схватке я поставил крест.

В 2005 году я переезжаю в Санкт-Петербург и у меня в уме всплывает хорошо забытая идея об организации игры. Так как у меня также ещё живо мнение о том, что Схватка попросит много денег и не предоставит взамен ничего адекватного, я решаю делать свой проект, построенных на совершенно других принципах: поддержка и обучение организаторов, приоритет на людях.Жук Алесь
Первая игра прошла 11 июня 2005 года при поддержке стритрейсерского клуба Racewars.

## Описание игры
В игре принимают участие несколько команд (обычно 7—10, зависит от местных условий в каждом городе). Команда состоит из полевых игроков — экипажей на автомобилях и стационарного штаба (координаторов) — людей, имеющих доступ в интернет в течение всей игры.

В задании код загорался на индикаторе специального устройства при нажатии нужного сочетания кнопок

Целью игры является последовательное выполнение заданий в течение времени, отведённого на игру. Задания представляют собой головоломки, зашифрованный текст, по которому можно отгадать некоторое место в городе и/или действия, которые должны произвести полевые игроки (обычно один из уровней представляет собой флешмоб). Обычно задания сопровождаются «кодом опасности (КО)» — обозначением, которое указывает на степень риска на уровне. Условием выполнения задания является получение кода, состоящего из цифр и латинских букв D и R, который передаётся организатору (с помощью специальной игровой системы — «движок»).

Код для перехода на следующий уровень, написанный в штольне

Если все требуемые коды сообщены верно, организатор переводит команду на следующий уровень — даёт следующее задание. Победитель определяется по суммарному чистому времени нахождения команды на уровнях игры. Все команды, участвующие в игре, получают одни и те же задания, но в разной последовательности.
Через полчаса после получения каждого задания команда получает первую подсказку, ещё через полчаса — вторую. Если игроки не сообщили верного кода в течение полутора часов, задание считается невыполненным, и команде начисляется штрафное время. Некоторые задания предусматривают возможность получения бонусного времени. Места между командами распределяются в соответствии с суммарным временем, проведённым командой на заданиях с учётом штрафного времени и бонусов.
Игра, как правило, проводится с 22:00 субботы до 7:00 воскресенья (стоп-игра). Командам, не прошедшим всех уровней игры к стоп-игре, за каждый непройденный уровень назначается максимальное время прохождения (полтора часа) и 15 минут штрафа.
За несколько дней перед очередной игрой командам сообщаются дополнительные принадлежности, которые должны помочь в выполнении заданий.
В настоящее время существует несколько вариаций игры:
- DozoR.Classic — стандартная версия. В одной команде может играть неограниченное количество экипажей.
- DozoR.Lite — «облегчённая» версия игры. Отличия: участвует только один экипаж, сам себе команда. Меньшее количество заданий, упрощённые вопросы (отсутствует необходимость в штабе), оптимизированная для PDA версия движка. В заданиях предусмотрены текстовые формулировки и картинки, но нет медиафайлов, также они не требуют поиска в Интернете. Всё «заточено» под мобильность. В «Дозор Лайт» играют во многих небольших городах, там где по тем или иным причинам затруднительно организовать «классическую» версию проекта. Хотя и в крупных мегаполисах у «Лайта» есть немало поклонников, некоторые из которых ценят его даже выше «полномасштабной» версии.
- DozoR.Online — решение заданий не выходя из-за компьютера.
- DoZoR.Extreme — облегчённая версия, в игре принимает участие только один экипаж. Характеризуется лёгкостью загадок, но крайней сложностью выполнения заданий (Самара).

## Мега-DozoR
Раз в год проводится Мега-DozoR. Игра представляет собой игру в формате DozoR.Classic, но в неё включаются лучшие локации и лучшие идеи уровней. Игру подготавливают команды городов-организаторов (как правило их несколько), а сборные близлежащих городов приезжают, чтобы принять участие. Последняя игра Мега-DozoR состоялась в 2019 году, Игра 2020 года была перенесена в связи с эпидемиологической обстановкой на 2021 год.
| ГОД  | Города                                                                           |
| ---- | -------------------------------------------------------------------------------- |
| 2007 | Туапсе (победила сборная Ростова-на-Дону), Волгоград и Руза (Московская область) |
| 2008 | Казань (победила сборная Калининграда), Кемерово, Смоленск и Рязань, Таганрог    |
| 2009 | Тверь, Красноярск, Магнитогорск, Самара и Краснодар                              |
| 2010 | Киев, Чебоксары и Воронеж                                                        |
| 2011 | Тула, Новокузнецк, Ростов-на-Дону, и Москва                                      |
| 2012 | Липецк, Ачинск, Оренбурге, Санкт-Петербурге и Нижний Новгород                    |
| 2013 | Пермь, Брянск, Иркутск, Киев.                                                    |
| 2014 | Красноярск, Ростов-на-Дону, Тула и Екатеринбург                                  |
| 2015 | Сочи, Тольятти и Орел                                                            |
| 2016 | Москва, Астрахань, Великие Луки и Самара                                         |
| 2017 | Смоленск, Иркутск, Волгоград                                                     |
| 2018 | Санкт-Петербург, Новосибирск, Ростов-на-Дону                                     |
| 2019 | Воронеж, Тула                                                                    |

Также раз в год проводится Кубок, с 2009 по 2013 проходил в Севастополе.

## Пример задания
Задание игры 17 февраля 2007 года «Пиковый Король и Червовая Дама» (Киев):

Задание: Шесть колобков спрятались под мостом. Код опасности 2+.
Подсказка 1: Ну и представьте себе, что один колобок — съедает в день 6779 крошек хлеба, а сколько же он съест за 109 недель. Попробуйте найти его потом.
Подсказка 2: Грохот железной дороги и метро, мешал колобкам перекидываться в карты.
Комментарий: Код написан под мостом метро, над железной дорогой, возле хлебокомбината № 6. «Колобок» указывает на мучное изделие, «шесть» на номер хлебокомбината, «под мостом» — место кода. В подсказке 1 — математическая задачка, решив которую, вы получите число «5172377», что является номером телефона хлебокомбината.

## Благотворительность
Организаторами DozoR проводились международные благотворительные игры, в которых участвуют до 36 тысяч человек, не менее чем в 80 городах СНГ. По информации организаторов, все собранные средства ушли на приобретение необходимых вещей для детей-сирот, детей, оставшихся без попечения родителей, и воспитанников школ-интернатов.

## Франчайзинг
Игра по франчайзингу проводится во многих крупных городах России и стран СНГ: Москве, Санкт-Петербурге, а также на Украине, в Казахстане и Литве.
Об условиях использования бренда организатор проекта говорить отказался, однако, по словам конкурентов, за право называться «Дозором» он требует с региональных партнеров половину выручки с каждой игры.Журнал «Секрет Фирмы», 4 декабря 2006 года
Позднее, в 2009 году, несмотря на закрытость данной информации, анонимный сайт QuestCentral опубликовал свою версию франчайзинговых соглашений ООО «Дозор» с организаторами.
Бывшие партнеры франшизы впоследствии сообщали о неисполнении организатором вышеупомянутых обязательств по рекламной и технической поддержке. По их мнению, это привело к потере популярности проекта в крупных городах (Москва, Санкт-Петербург) и заставило сообщество искать менее централизованные площадки для проведения игр. С 2020 года организатор активно борется за отчуждение прав на торговую марку у авторов, перешедших на другие платформы.

## Несчастные случаи
В связи с тем, что игра экстремальная, опасная и проходит как на улицах города, так и вне его, неаккуратность, неосторожность и невнимательность участников в процессе игры иногда приводят к несчастным случаям. Организаторы всегда обозначают опасные зоны и ставят предупредительные знаки. Хроника несчастных случаев в DozoR:
- В Туле 27 апреля 2008 года с бетонной конструкции сорвался юноша.[18]
- В Ульяновске в ночь с 11 на 12 апреля 2009 года погиб юноша. Смерть наступила от удара током в кажущейся заброшенной, но на самом деле работающей трансформаторной будке.[19][20][21]
- 6 июня 2009 года в Нижнем Новгороде молодой человек разбился, упав с крыши заброшенного торфяного завода.[22]
- 27 сентября 2009 года в Брянске молодой человек погиб от удара током в трансформаторной будке в поисках кода.[23][24][25][26]

См. также несчастные случаи в игре Encounter.

## Факты
- Сеть бытовой техники и электроники «Эльдорадо» и компания Nokia объединились с игрой DozoR для продвижения одного из мобильных телефонов. В мероприятии приняло участие свыше 3000 человек, общий бюджет акции составил 1 млн долларов.[27]